# Транспорт в Сьерра-Леоне
В Сьерра-Леоне существует несколько систем транспорта: автомобильный, железнодорожный, воздушный и водный, включая сеть автомагистралей и несколько аэропортов.
Раньше в Сьерра-Леоне, как и в Великобритании, было принято ездить по левой стороне дороги, но в марте 1971 года произошел переход на правостороннее движение. По закону в Сьерра-Леоне запрещено ввозить и регистрировать автомобили с правосторонним расположением руля, но в 2012 году правительство не смогло в должной мере обеспечить соблюдение этого закона. 

## Транспорт, связывающий Россию и Сьерра-Леоне
Из России в Сьерра-Леоне можно попасть (в основном) тремя путями:
- Перелёт Москва—Лондон, Аэрофлот — Российские авиалинии; затем Лондон—Фритаун (Sierra National Airlines — SNA), при этом есть два варианта пересадки в Лондоне: с переездом из одного аэропорта в другой (гражданам России, находящимся на территории Великобритании не более 24 часов, транзитная виза не нужна) и без переезда (но в последнем случае стыковка рейсов более длительная).
- Перелёт Москва — Париж — Фритаун, Air France. Прибытие в этом случае получается в Гвинею, г. Конакри, затем до Фритауна можно добраться за ещё 150—170 долларов частной авиакомпанией Paramount Airlines (владеют ей россияне). Время Перелёта от Конакри примерно 40 минут.
- Перелёт Москва (Минск-Варшава) — Брюссель — Фритаун

## Железные дороги

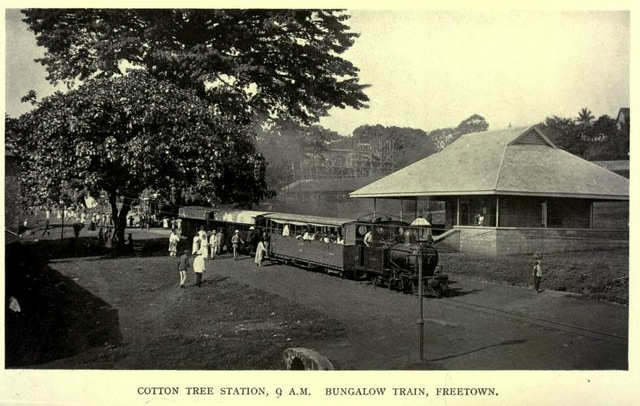
1915 год, Фритаун, станция Шелкового Дерева.

В Сьерра-Леоне имеется 84 километра частной железной дороги капской колеи (1067 мм — 3 фута 6 дюймов) между морским портом Пепел и месторождением железной руды в Марампа. Эта дорога была отремонтирована компанией African Minerals, и используется, в основном, работниками шахт, но за плату доступ к ней предоставляется всем желающим. Эта же компания также занимается строительством новой железной дороги уже с европейской колеёй 1435 мм из шахты в Тонколеле до нового порта Тагрин.
Кроме того, в 1974 году закрылась государственная железная дорога Сьерра-Леоне с более узкой колеей 762 мм (2 фута 6 дюймов) от Фритауна через Бо до Кенемы и Дару с ответвлением на Макени.

### Железнодорожное сообщение со смежными странами
- Гвинея — нет, изменение ширины колеи с 1067 мм на 1000 мм.
- Либерия — нет, одинаковая колея 1067 мм, или изменение ширины колеи с 1067 мм на 1435 мм.

В Сьерра-Леоне нет ширококолейных дорог; существующая дорога частная и используется ограниченно.

## Дороги
Дороги в Сьерра-Леоне по состоянию на 2002 год.
- всего: 11 300 км (2002);[5]
- асфальтированные: 904 км;
- неасфальтированные: 10 396 км.

## Водные пути
В Сьерра-Леоне 800 км водных путей судоходны круглый год (2011).

## Порты и гавани
В Сьерра-Леоне имеется три порта и гавани: Бонте, Фритаун, Пепел.
Набережная Елизаветы II в Фритауне является единственным глубоководным портом страны, способным принимать крупные грузовые и военные суда.

## Торговое судоходство
Сьерра-Леоне имеет 2 грузовых корабля.

## Аэропорты
По состоянию на 2013 год, в Сьерра-Леоне есть 8 аэропортов.
Аэропорты с асфальтированными ВПП:
- всего 1
- более 3047 м: 1

Аэропорты с не асфальтированными ВПП:
- всего: 7
- от 914 до 1523 м: 7

Вертолётные площадки: 2

## Общественный транспорт
Бо́льшая часть общественного транспорта Фритауна, крупнейшего города и столицы Сьерра-Леоне — это такси. Такси здесь работают примерно в пределах своего района.
В последнее время на такси из Фритауна можно добраться в любую точку страны. Например, до Койду (ок. 350 км) за 5-6 часов. Для европейца такая поездка обойдется $100, для аборигена — $20–25.
Кроме такси, циркулируют маршрутки, однако туристы ими не пользуются. В них практически нет свободных мест, также нет обслуживания на других языках, кроме крио.
Существуют также автобусы, которые ходят из Фритауна в провинцию и обратно, но туристы из Европы их практически не используют.
Также есть судно на воздушной подушке и автомобильный паром, которые курсируют через пролив между Фритауном и аэропортом.